# Nellie Campobello
Nellie Campobello (Ocampo, 7 novembre 1900 – Progreso de Obregón, 9 luglio 1986) è stata una scrittrice messicana.

## Biografia
Nellie Campobello Luna è stata testimone e narratrice della rivoluzione messicana del 1910 e precursore del balletto in Messico. La sorella più grande, Gloria, sotto la direzione di Nellie è stata considerata la prima Prima Ballerina del Messico.
Trascorse la prima infanzia a Villa Ocampo e successivamente a Hidalgo del Parral (Chihuahua), dove si possono riscontrare scene delle opere Cartucho (1940), Las manos de Mama (1937) e Note sulla vita militare di Francisco Villa (1940). Dopo la morte della  madre, la famiglia si trasferì a Città del Messico alla fine del 1923, dove Campobello scopre la danza e sviluppa la sua prolifica carriera di ballerina.
Buona parte delle sue opere traggono spunti storici dalla rivoluzione in Messico e danno un quadro della vita delle donne di allora, non tralasciando l'aspetto sociale e le condizioni di vita durante quel periodo storico: tra questi lavori vi è Ritmos indígenas de México, del 1940.